# Xeronemataceae
Xeronemataceae  is een botanische naam, voor een familie van eenzaadlobbige planten. Een familie onder deze naam wordt door slechts weinig systemen van plantentaxonomie erkend, maar wel door het APG II-systeem (2003). Aldaar bestaat de familie uit twee soorten in één geslacht.
Geslacht
- Xeronema
  - Soorten
    - Xeronema callistemon
    - Xeronema moorei